# Nguveren Iyorhe
Nguveren Iyorhe (Gboko, 9 giugno 1981) è una cestista nigeriana.

## Carriera
Con la Nigeria ha disputato i Giochi olimpici di Atene 2004.